# Wielka Biała Flota

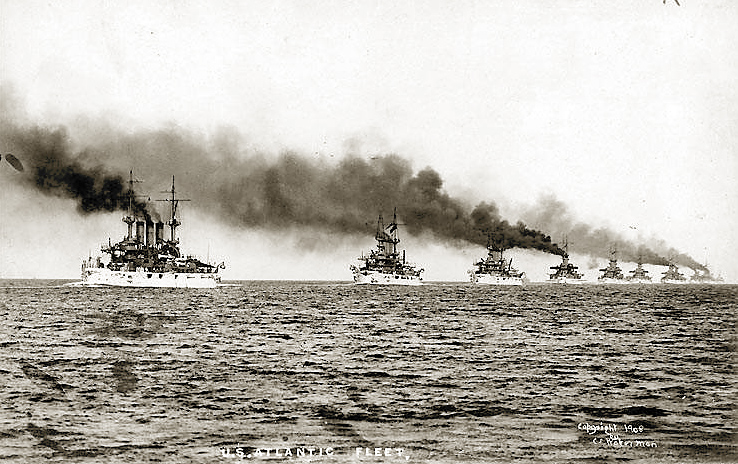
USS "Kansas" płynie przed USS "Vermont" w czasie opuszczania przez formację Hampton Roads, Wirginia 16 grudnia 1907.

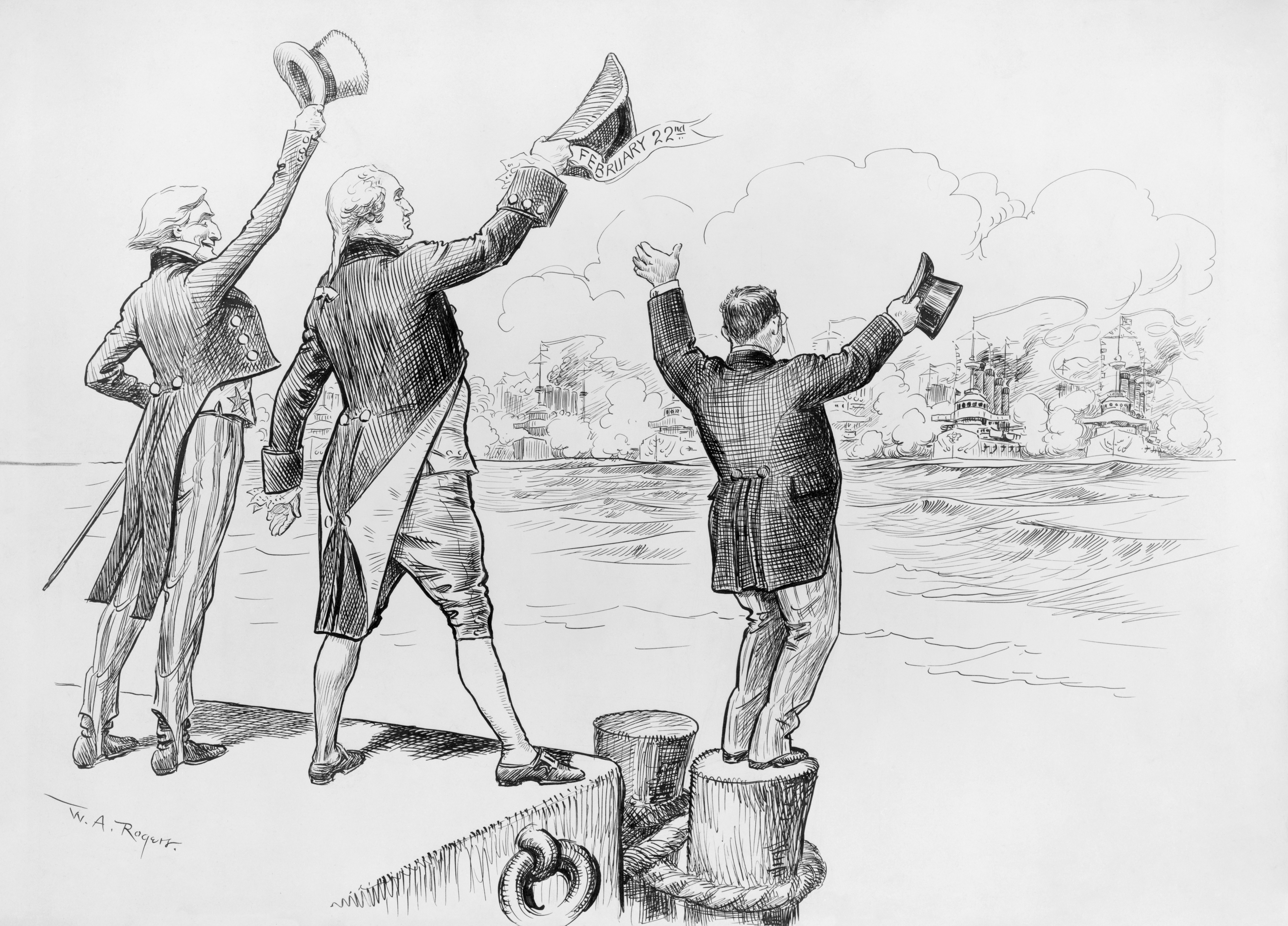
Karykatura polityczna przedstawiająca powrót Wielkiej Białej Floty do jej macierzystego portu w Hampton Roads w Wirginii po dwuletniej trasie. Karykatury Wuja Sama, George’a Washingtona i Theodore’a Roosevelta, 1909

Wielka Biała Flota (ang. Great White Fleet) – zespół pancerników floty USA, który na polecenie prezydenta Theodore’a Roosevelta odbył rejs dookoła świata. Podróż trwała od 16 grudnia 1907 r. do 22 lutego 1909 r. W skład flotylli wchodziły cztery dywizjony, złożone z czterech pancerników i znacznej liczby jednostek pomocniczych każdy. Rejs miał być demonstracją rosnącej potęgi militarnej USA i jej zdolności do operowania na oceanach.

## Podłoże
U schyłku swojej prezydentury Roosevelt wysłał szesnaście amerykańskich pancerników wchodzących w skład Floty Atlantyku (wraz z eskortą) w podróż dookoła świata. Na początku rejsu kadłuby ciężkich okrętów były pomalowane prawie w całości na biało. Przez to rejs zyskał nazwę Wielkiej Białej Floty.
Flota przepłynęła ponad 43 000 mil (69 200 km) z rozkazu prezydenta, który chciał zademonstrować swojemu państwu i światu, że marynarka amerykańska jest zdolna do operowania globalnego, szczególnie zaś na Pacyfiku. Było to bardzo ważne w chwili, gdy stosunki amerykańsko-japońskie stawały się coraz bardziej drażliwe. Kiedy japońska flota pokazała siłę, pokonując okręty rosyjskie w czasie wojny rosyjsko-japońskiej (1904–1905), flota amerykańska na Pacyfiku wydawała się relatywnie mała.

## Podróż
Podróż była także obdarzona czynnikiem ryzyka. Kanał Panamski nie był jeszcze ukończony i flota musiała przepłynąć przez Cieśninę Magellana. Rozmiar operacji nie miał precedensu w historii floty amerykańskiej. Okręty płynęły według kompasu do kolejnych punktów podróży i poruszały się zgodnie z zaplanowanym i przemyślanym rozkładem. By podróż doszła do skutku, trzeba było zaangażować praktycznie całe zdolności floty amerykańskiej. Wcześniej doszło do podobnego rejsu floty rosyjskiej, ale była ona w gorszej sytuacji ze względu na podpisany układ brytyjsko-japoński z 1902, który powodował, że nabieranie węgla musiało być przeprowadzane na morzu lub sekretnie w ukrytych portach w drodze z Morza Bałtyckiego na Pacyfik. Działo się to w czasie wojny rosyjsko-japońskiej, trzy lata przed rejsem amerykańskim. Amerykańskie wysiłki dyplomatyczne zaowocowały tym, że okręty północnoamerykańskie mogły nabierać zapasy w portach i korzystać z węglowców brytyjskich.
Flota rozemocjonowała cały świat. W każdym kolejnym porcie mieszkańcy tysiącami wychodzili oglądać i witać formację. Na Sycylii marynarze pomagali w akcjach ratowniczych po poważnym trzęsieniu ziemi w Mesynie.
Gdy flota dotarła do Jokohamy, Japończycy wylegli na plaże dziesiątkami tysięcy. Pokazano w ten sposób, że konflikt pomiędzy Stanami Zjednoczonymi i Japonią nie jest zbyt znaczący. Tysiące japońskich uczniów powiewało amerykańskimi flagami, witając amerykańskich oficjeli, gdy ci wyszli na brzeg.

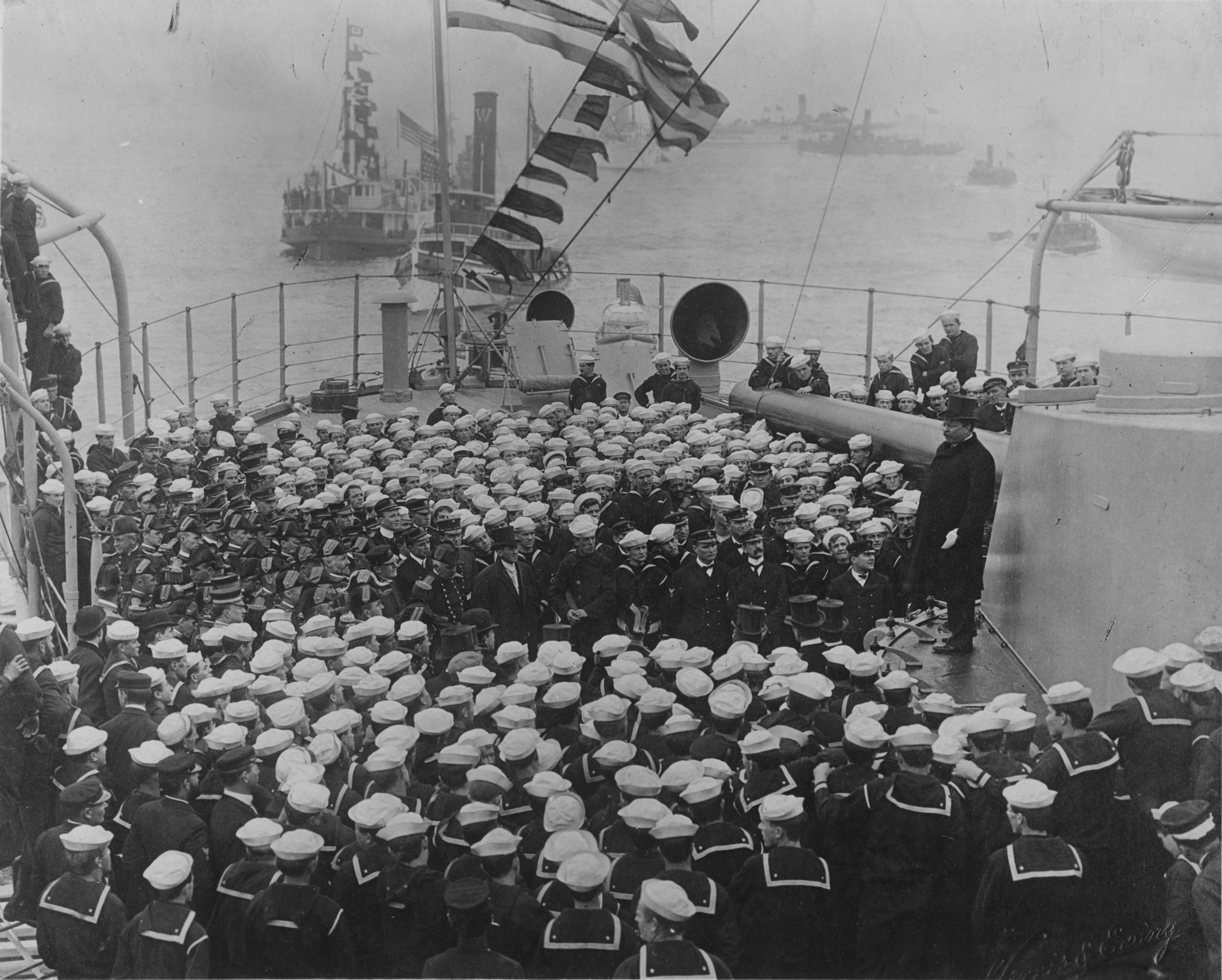
Prezydent Theodore Roosevelt (na wieży dział kal. 305 mm po prawej) przemawia do oficerów i członków załogi USS „Connecticut” (BB-18) w Hampton Roads 22 lutego 1909

W lutym 1909 Roosevelt czekał w Hampton Roads na tryumfalny powrót floty, podkreślając, że uznaje on powrót okrętów za ostatni akt prezydentury. Do oficerów i marynarzy powiedział inne narody mogą zrobić to co wy zrobiliście, ale zrobią to po was (ang. Other nations may do what you have done, but they'll have to follow you).

## Skład floty
Czternastomiesięczna podróż była wielkim testem dla amerykańskiej floty. Formacja była obsadzona przez 14 tys. marynarzy. Przebyli oni około 43 tys. mil i odwiedzili dwanaście portów na sześciu kontynentach. Flota była wizualnie imponująca dla cywilów, ale technicznie przestarzała. W tym czasie w służbie znajdowało się już kilka drednotów, a pierwszy amerykański okręt zbudowany według założeń podobnych do tych, które przyświecały budowie HMS „Dreadnought”, „South Carolina” był już zwodowany i znajdował się w fazie wyposażania. Dwa najstarsze okręty we flocie USS „Kearsarge” i USS „Kentucky” były nieprzystające do ówczesnego pola walki. Dwa inne USS „Maine” i USS „Alabama” zostały w San Francisco, ponieważ miały problemy mechaniczne. Po naprawach te dwa pancerniki popłynęły w dalszy rejs dookoła świata uproszczoną trasą. Przez Honolulu, Guam, Manilę, Singapur, Kolombo, Suez, Neapol, Gibraltar i Azory dotarły do Stanów Zjednoczonych 20 października 1908, na długo przed przybyciem Floty, która częściej zawijała do portów i miała bardziej skomplikowaną trasę.
W pierwszej części podróży pancernikom towarzyszyła Flotylla Torpedowa (ang. Torpedo Flotilla) składająca się z sześciu wczesnych niszczycieli i kilku jednostek pomocniczych. Niszczyciele i ich tendry płynęły od Hampton Roads do San Francisco tym samym kursem co pancerniki, jednak nie bezpośrednio w jednolitej formacji z tymi ciężkimi okrętami. Dwa pancerniki wydzielone z Floty w San Francisco na skutek problemów technicznych zastąpiono dwoma innymi okrętami.

## Dowódcy
Gdy okręty opuszczały Hampton Roads, na ich pokładach było czterech starszych oficerów, którzy służyli w czasie wojny secesyjnej. W 1908 wiek emerytalny wynosił 62 lata. Dla Floty oznaczało to, że admirał Robley D. Evans, kontradmirał Thomas i kontradmirał Emory będą musieli przejść do rezerwy przed końcem rejsu. Admirał Sperry rozpoczął swoje szkolenie marynarskie w 1862 i ukończył Akademię Marynarki w 1866. Admirał „Fighting Bob” Evans był czterokrotnie ranny 15 stycznia 1865.

## Zmiany w formacji i dalszy rejs

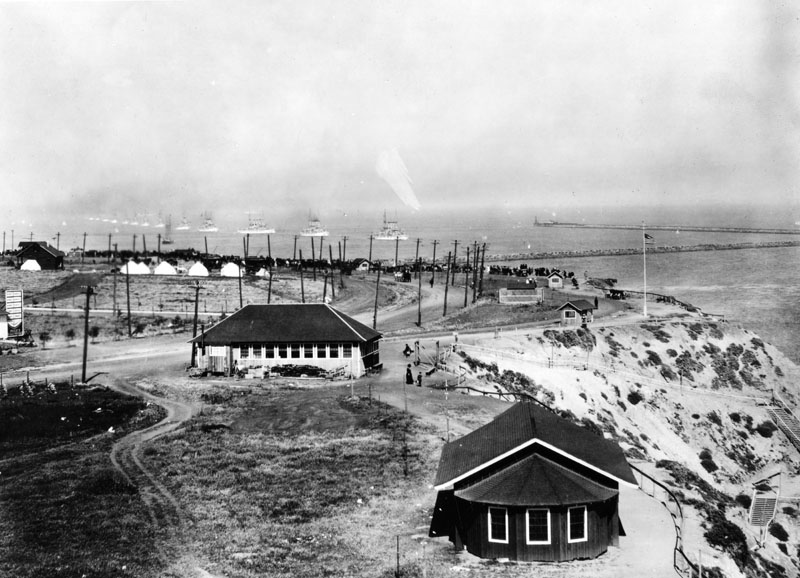
Flota zawija do Los Angeles w 1908

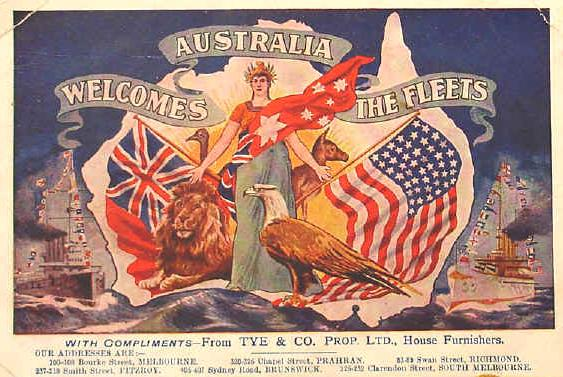
Australijska kartka pocztowa z 1908

Obierając USS „Connecticut” (BB-18) jako jednostkę flagową, formacja pod dowództwem kontradmirała Robleya D. Evansa wypłynęła z Hampton Roads 16 grudnia 1907. Udała się przez Trynidad (Brytyjskie Indie Zachodnie), Rio de Janeiro (Brazylia), Punta Arenas (Chile), Callao (Peru), Zatokę Magdaleny, Meksyk do San Francisco. Do tego ostatniego portu okręty dotarły 6 maja 1908.
Po dotarciu floty na zachodnie wybrzeże USA USS „Glacier” został wydzielony i stał się później okrętem zaopatrzeniowym Floty Pacyfiku. W tym czasie USS „Nebraska” dowodzona przez komandora Reginalda F. Nicholsona i USS „Wisconsin” dowodzony przez komandora Franka E. Beatty’ego zostały zastąpione przez USS „Maine" i USS „Alabama”. W San Francisco USS „Minnesota” został przesunięty na czoło pierwszej eskadry pierwszego dywizjonu, a USS „Louisiana” zajęła miejsce okrętu flagowego drugiej eskadry.
W San Francisco kontradmirał Charles S. Sperry oficjalnie przejął dowództwo nad formacją z powodu złego stanu zdrowia admirała Evansa. W San Francisco najnowsze i najlepsze okręty zostały przesunięte do pierwszego dywizjonu. 7 lipca 1908 Flota Atlantyku opuściła port i udała się do Honolulu, a później do Auckland w Nowej Zelandii, Sydney i Melbourne w Australii. Następnie okręty odwiedziły Manilę na Filipinach, Jokohamę w Japonii, Kolombo na Cejlonie. 3 stycznia 1909 jednostki dotarły do Suezu w Egipcie.
Wtedy dotarła do floty wiadomość o trzęsieniu ziemi na Sycylii. W geście przyjaźni zaoferowano poszkodowanym Włochom pomoc. „Connecticut”, „Illinois”, „Culgoa” i „Yankton” udały się do Mesyny. Załoga pancernika „Illinois” wydobyła z ruin ciało amerykańskiego konsula i jego żony.
USS „Scorpion”, okręt bazowy (ang. station ship) z Konstantynopola i USS „Celtic”, statek-chłodnia wyposażony w Nowym Jorku pośpieszyły do Mesyny, by zastąpić „Connecticut” i „Illinois”, dzięki czemu mogły one udać się w dalszą drogę.
9 stycznia 1909, po opuszczeniu Mesyny, flota zatrzymała się w Neapolu. Później odwiedziła Gibraltar i 22 lutego 1909, w dzień urodzin Waszyngtona, dotarła do Hampton Roads. Tam prezydent Roosevelt dokonał ponownego przeglądu floty, gdy ta wchodziła na redę.

## Pierwsza część
Z Hampton Roads do San Francisco, 14556 mil

### Trasa
| Port                      | Przybycie  | Opuszczenie | Odległość do następnego portu |
| ------------------------- | ---------- | ----------- | ----------------------------- |
| Hampton Roads, Wirginia   |            | 16.12.1907  | 1803 mil                      |
| Port-of-Spain, Trynidad   | 23.12.1907 | 29.12.1907  | 3399 mil                      |
| Rio de Janeiro, Brazylia  | 12.01.1908 | 21.01.1908  | 2374 mil                      |
| Punta Arenas, Chile       | 01.02.1908 | 07.02.1908  | 2838 mil                      |
| Callao, Peru              | 20.02.1908 | 29.02.1908  | 3010 mil                      |
| Zatoka Magdaleny, Meksyk  | 12.03.1908 | 11.04.1908  | 1132 mil                      |
| San Francisco, Kalifornia | 06.05.1908 |             |                               |

### Okręty

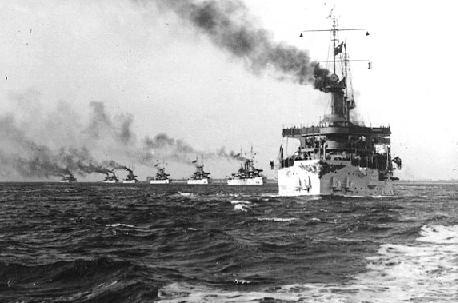
USS „Connecticut” (BB-18) prowadzi Wielką Białą Flotę w 1907

Flota, pierwsza eskadra i pierwszy dywizjon były dowodzone przez kontradmirała Robleya D. Evansa.
Pierwszy dywizjon składał się z:
- USS „Connecticut” (BB-18), okręt flagowy Floty (dowódca komandor (ang. Captain) Hugo Osterhaus)
- USS „Kansas” (BB-21) (dowódca komandor Charles E. Vreeland)
- USS „Vermont” (BB-20) (dowódca komandor William P. Potter)
- USS „Louisiana” (BB-19) (dowódca komandor Richard Wainwright).

Drugi dywizjon był dowodzony przez kontradmirała Williama H. Emory’ego.
- USS „Georgia” (BB-15), okręt flagowy dywizjonu (dowódca komandor Henry McCrea),
- USS „New Jersey” (BB-16) (dowódca komandor William H. H. Southerland),
- USS „Rhode Island” (BB-17) (dowódca komandor Joseph B. Murdock),
- USS „Virginia” (BB-13) (dowódca komandor Seaton Schroeder).

Druga eskadra i trzeci dywizjon były dowodzone przez kontradmirała Charlesa M. Thomasa.
Trzeci dywizjon składał się z:
- USS „Minnesota” (BB-22) okręt flagowy dywizjonu (dowódca komandor John Hubbard),
- USS „Maine” (BB-10) (dowódca komandor Giles B. Harber),
- USS „Missouri” (BB-11) (dowódca komandor Greenlief A. Merriam),
- USS „Ohio” (BB-12) (dowódca komandor Charles W. Bartlett).

Czwarty dywizjon był dowodzony przez kontradmirała Charlesa S. Sperry’ego.
- USS „Alabama” (BB-8), okręt flagowy dywizjonu (dowódca komandor Ten Eyck De Witt Veeder),
- USS „Illinois” (BB-7) (dowódca komandor John M. Bowyer),
- USS „Kearsarge” (BB-5) (dowódca komandor Hamilton Hutchins),
- USS „Kentucky” (BB-6) (dowódca komandor Walter C. Cowles).

Okręty pomocnicze:
- okręt zaopatrzeniowy USS „Culgoa” (dowódca komandor podporucznik (ang. Lieutenant Commander) John B. Patton,
- okręt zaopatrzeniowy USS „Glacier” (dowódca komandor porucznik (ang. Commander) William S. Hogg),
- okręt warsztatowy USS „Panther” (dowódca komandor porucznik Valentine S. Nelson),
- tender USS „Yankton” (dowódca kapitan marynarki Walter R. Gherardi),
- statek szpitalny USS „Relief”.

Flotylla torpedowa:
- USS „Hopkins” (dowódca kapitan marynarki (ang. Lieutenant) Alfred G. Howe),
- USS „Stewart” (dowódca kapitan marynarki Julius F. Hellweg),
- USS „Hull” (dowódca kapitan marynarki Frank McCommon),
- USS „Truxton” (dowódca kapitan marynarki Charles S. Kerrick),
- USS „Lawrence” (dowódca kapitan marynarki Ernest Friedrick),
- USS „Whipple” (dowódca kapitan marynarki Hutch I. Cone),
- USS „Arethusa” tender (dowódca komandor porucznik Albert W. Grant).

## Druga część
z San Francisco do Zatoki Puget i z powrotem
Flota, pierwsza eskadra i pierwszy dywizjon były dowodzone przez kontradmirała Charlesa S. Sperry’ego.
Pierwszy dywizjon składał się z:
- USS „Connecticut” (BB-18), okręt flagowy Floty (dowódca komandor Hugo Osterhaus),
- USS „Kansas” (BB-21) (dowódca komandor Charles E. Vreeland),
- USS „Minnesota” (BB-22) (dowódca komandor John Hubbard),
- USS „Vermont” (BB-20) (dowódca komandor William P. Potter)

Drugi dywizjon był dowodzony przez kontradmirała Richarda Wainwrighta:
- USS „Georgia” (BB-15) okręt flagowy (dowódca komandor Edward F. Qualtrough),
- USS „Nebraska” (BB-14) (dowódca komandor Reginald F. Nicholson),
- USS „New Jersey” (BB-16) (dowódca komandor William H.H. Southerland),
- USS „Rhode Island” (BB-17) (dowódca komandor Joseph B. Murdock).

Druga eskadra i trzeci dywizjon były dowodzone przez kontradmirała Williama H. Emory’ego.
Trzeci dywizjon składał się z:
- USS „Louisiana” (BB-19) – okręt flagowy eskadry (dowódca komandor Kossuth Niles),
- USS „Virginia” (BB-13) (dowódca komandor Alexander Sharp),
- USS „Missouri” (BB-11) (dowódca komandor Robert M. Doyle),
- USS „Ohio” (BB-12) (dowódca komandor Thomas B. Howard).

Czwarty dywizjon był dowodzony przez kontradmirała Seatona Schroedera:
- USS „Wisconsin” (BB-9) – okręt flagowy (dowódca komandor Frank E. Beatty),
- USS „Illinois” (BB-7) (dowódca komandor John M. Bowyer),
- USS „Kearsarge” (BB-5) (dowódca komandor Hamilton Hutchins),
- USS „Kentucky” (BB-6) (dowódca komandor Walter C. Cowles).

Okręty pomocnicze:
- USS „Culgoa” okręt zaopatrzeniowy (dowódca komandor podporucznik John B. Patton),
- USS „Yankton” tender (dowódca komandor podporucznik Charles B. McVay),
- USS „Glacier” okręt zaopatrzeniowy (dowódca komandor porucznik William S. Hogg),
- USS „Relief” okręt szpitalny (dowódca chirurg Charles F. Stokes)
- USS „Panther” okręt warsztatowy (dowódca komandor porucznik Valentine S. Nelson.

## Trzecia część
z San Francisco do Manili, 16336 mil

### Trasa
| Port                                | Przybycie  | Opuszczenie | Odległość do następnego portu |
| ----------------------------------- | ---------- | ----------- | ----------------------------- |
| San Francisco, Kalifornia           |            | 07.07.1908  | 2126 mil                      |
| Honolulu, Hawaje                    | 16.07.1908 | 22.07.1908  | 3870 mil                      |
| Auckland, Nowa Zelandia             | 09.08.1908 | 15.08.1908  | 1307 mil                      |
| Sydney, Australia                   | 20.08.1908 | 28.08.1908  | 601 mil                       |
| Melbourne, Australia                | 29.08.1908 | 05.09.1908  | 1368 mil                      |
| Albany, Australia                   | 11.09.1908 | 18.09.1908  | 3458 mil                      |
| Manila, Filipiny                    | 02.10.1908 | 09.10.1908  | 1795 mil                      |
| Jokohama, Japonia                   | 18.10.1908 | 25.10.1908  | 1811 mil                      |
| Xiamen, Chiny (druga eskadra)       | 29.10.1908 | 05.11.1908  |                               |
| Manila, Filipiny (pierwsza eskadra) | 31.10.1908 |             |                               |
| Manila, Filipiny (druga eskadra)    | 07.11.1908 |             |                               |

### Okręty
Flota, pierwsza eskadra i pierwszy dywizjon były dowodzone przez kontradmirała Charlesa S. Sperry`ego.
Pierwszy dywizjon składał się z:
- USS „Connecticut” (BB-18) okręt flagowy (dowódca komandor Hugo Osterhaus),
- USS „Kansas” (BB-21) (dowódca komandor Charles E. Vreeland),
- USS „Minnesota” (BB-22) (dowódca komandor John Hubbard),
- USS „Vermont” (BB-20) (dowódca komandor William P. Potter).

Drugi dywizjon składał się z:
- USS „Georgia” (BB-15), okręt flagowy dywizjonu (dowódca komandor Edward F. Qualtrough),
- USS „Nebraska” (BB-14), (dowódca komandor Reginald F. Nicholson),
- USS „New Jersey” (BB-16) (dowódca komandor William H.H. Southerland),
- USS „Rhode Island” (BB-17) (dowódca komandor Joseph B. Murdock).

Druga eskadra i trzeci dywizjon były dowodzone przez kontradmirała Williama H. Emory'ego.
- USS „Louisiana” (BB-19) okręt flagowy eskadry (dowódca komandor Kossuth Niles),
- USS „Virginia” (BB-13) (dowódca komandor Alexander Sharp),
- USS „Missouri” (BB-11) (dowódca komandor Robert M. Doyle),
- USS „Ohio” (BB-12) (dowódca komandor Thomas B. Howard).

Czwarty dywizjon był dowodzony przez kontradmirała Seatona Schroedera.
- USS „Wisconsin” (BB-9) okręt flagowy (dowódca komandor Frank E. Beatty),
- USS „Illinois” (BB-7) (dowódca komandor John M. Bowyer),
- USS „Kearsarge” (BB-5) (dowódca komandor Hamilton Hutchins),
- USS „Kentucky” (BB-6) (dowódca komandor Walter C. Cowles).

Okręty pomocnicze:
- USS „Culgoa” okręt zaopatrzeniowy (dowódca komandor podporucznik John B. Patton),
- USS „Yankton” tender (dowódca komandor podporucznik Charles B. McVay),
- USS „Glacier” okręt zaopatrzeniowy (dowódca komandor porucznik William S. Hogg),
- USS „Relief” okręt szpitalny (dowódca Surgeon Charles F. Stokes),
- USS „Panther” okręt warsztatowy (dowódca komandor porucznik Valentine S. Nelson).

## Ostatnia część
z Manili do Hampton Roads, 12455 mil

### Trasa
| Port                    | Przybycie               | Opuszczenie             | Odległość do następnego portu |
| ----------------------- | ----------------------- | ----------------------- | ----------------------------- |
| Manila, Filipiny        |                         | 01.12.1908              | 2985 mil                      |
| Kolombo, Cejlon         | 13.12.1908              | 20.12.1908              | 3448 mil                      |
| Suez, Egipt             | 03.01.1909              | 04.01.1909 – 06.01.1909 | 2443 mil                      |
| Gibraltar               | 31.01.1909 – 01.02.1909 | 06.02.1909              | 3579 mil                      |
| Hampton Roads, Wirginia | 22.02.1909              |                         |                               |